# Brakvand
Brakvand er vand som er en mellemting mellem salt- og ferskvand. Brakvand optræder især i indhave og kystområder, hvor udstrømmende ferskvand opblandes i havvandet. Brakvand har en salinitet, dvs. saltholdighed, på mellem 0,5 promille og 35 promille.